# Alma Basket Patti
L'Alma Basket Patti è una società sportiva italiana di pallacanestro femminile con sede a Patti (Messina).

## Storia

### Le precedenti
Patti disputò la Serie A2 con la società dell'Olimpia negli anni novanta-duemila e poi la Serie B con l'Azzurra.

### L'Alma Basket Patti
Fondata nel 2012, nel 2020 è stata ripescata in Serie A2, categoria in cui ha disputato tre stagioni.
La squadra ha raggiunto tre volte i playoff, con il momento culminante nella semifinale playoff del 2021-2022 persa contro Umbertide. Tuttavia, a causa delle difficoltà logistiche e dei costi di gestione, il presidente Attilio Scarcella ha deciso di non iscrivere più la squadra, ponendo fine alla sua gestione durata cinque anni. L'Alma Patti era l'unica squadra siciliana in A2. Il titolo sportivo dell'Alma è stato acquisito dalla Futurosa Trieste.
Ha poi proseguito l'attività con le giovanili: nel 2023-2024 chiude 3ª nell'Under-15 femminile regionale.

## Cronistoria
| Cronistoria dell'Alma Basket Patti |
| --- |
| - · fondazione dell'Olimpia Patti. - 1982-1983 · 7ª nel Girone Q di Serie C, 6ª in Poule Salvezza. - 1983-1984 · 7ª in Serie C, 4ª in Poule Salvezza. - 1984-1985 · 1ª nel Girone R di Serie C, 2ª in Poule Promozione. - 1985-1986 · 2ª nel Girone N di Serie C, partecipa ai play-off. - 1986-1987 · 1ª nel Girone N di Serie C, vince i play-off, promossa in Serie B. - 1987-1988 · 11ª in Serie B. - 1988-1989 · 10ª in Serie B. - 1989-1990 · 9ª in Serie B. - 1990-1991 · 13ª in Serie B, retrocessa in Serie C. - 1991-1992 · 4ª nel Girone L di Serie C, partecipa ai play-off. - 1992-1993 · 4ª nel Girone M di Serie C. - 1993-1994 · 6ª nel Girone M di Serie C, promossa in Serie B. - 1994-1995 · nel Girone G di Serie B, 3ª in Poule Promozione. - 1995-1996 · 1ª nel Girone N di Serie B, 5ª in Poule Promozione, ripescata in Serie A2. - 1996-1997 · 7ª nel Girone F di Serie A2, 5ª nella Poule Salvezza 3. - 1997-1998 · 5ª nel Girone C di Serie A2. - 1998-1999 · 7ª nel Girone C di Serie A2. - 1999-2000 · 12ª nel Girone B di Serie A2. - 2000-2001 · 14ª nel Girone B di Serie A2, retrocessa in Serie B. - 2001-2002 · 7ª nel Girone F di Serie B. - 2002-2003 · 13ª nel Girone Sicilia-Calabria di Serie B, retrocessa in Serie B2. - 2003-2004 · 12ª nel Girone Sicilia di Serie B2. - 2004-2005 · 14ª nel Girone Sicilia di Serie B2, non si iscrive. - · fondazione dell'Azzurra Patti. - 2009-2010 · 2ª nel Girone B Sicilia di Serie B2, 6ª in Poule Promozione. - 2010-2011 · 1ª nel Girone Sicilia di Serie B2, promossa in Serie B. - 2011-2012 · 7ª nel Girone N di Serie B. - 2012-2013 · 7ª nel Girone Sicilia di Serie B, non si iscrive. - 2012 · fondazione dell'Alma Basket Patti. - 2012-2016 · attività giovanile. - 2016-2017 · 2ª in Serie C Sicilia, finalista play-off, promossa in Serie B. - 2017-2018 · 8ª in Serie B Sicilia. - 2018-2019 · 1ª in Serie B Sicilia, vince i play-off regionali, semifinalista play-off nazionali. - 2019-2020 · 2ª in Serie B Sicilia, ripescata in Serie A2. - 2020-2021 · 5ª nel Girone Sud di Serie A2, semifinalista play-off. - 2021-2022 · 6ª nel Girone Sud di Serie A2, semifinalista play-off. - 2022-2023 · 4ª nel Girone Sud di Serie A2, quarti di finale play-off, cede il titolo sportivo a Trieste. - 2023-2024 · attività giovanile. |